# 七次台
七次台（ななつぎだい）は、千葉県白井市の町丁。現行行政地名は七次台一丁目から七次台四丁目。郵便番号270-1436。

## 地理
北は根、東は根、野口、南東は根、南は清水口、南西は根、西は折立に隣接している。

## 世帯数と人口
2017年（平成29年）10月31日現在の世帯数と人口は以下の通りである。
| 丁目         | 世帯数  | 人口    |
| ------------ | ------- | ------- |
| 七次台一丁目 | 89世帯  | 213人   |
| 七次台二丁目 | 117世帯 | 298人   |
| 七次台三丁目 | 598世帯 | 1,469人 |
| 七次台四丁目 | 128世帯 | 344人   |
| 計           | 932世帯 | 2,324人 |

## 小・中学校の学区
市立小・中学校に通う場合、学区は以下の通りとなる。
| 丁目         | 番地 | 小学校               | 中学校               |
| ------------ | ---- | -------------------- | -------------------- |
| 七次台一丁目 | 全域 | 白井市立七次台小学校 | 白井市立七次台中学校 |
| 七次台二丁目 | 全域 | 白井市立七次台小学校 | 白井市立七次台中学校 |
| 七次台三丁目 | 全域 | 白井市立七次台小学校 | 白井市立七次台中学校 |
| 七次台四丁目 | 全域 | 白井市立七次台小学校 | 白井市立七次台中学校 |

## 施設

### 一丁目
- 白井市立七次台中学校
- 七次台児童公園

### 二丁目
- 七次台会館

### 三丁目
- 白井市立七次台小学校
- 七次台三丁目東集会所
- 野口台児童公園

### 四丁目
- 四丁目自治会集会所

## 交通

### 鉄道
地内に鉄道は通っていない。近隣の根に北総鉄道北総線の西白井駅が置かれており、利用できる。

### 道路
- 国道
  - 国道464号
- 都道府県道
  - 千葉県道191号西白井停車場線